# The Return of Godzilla
The Return of Godzilla (Japanse titel Godzilla (ゴジラ, Gojira)) is een Japanse kaijufilm uit 1984. Het is de zestiende van de Godzillafilms. De film werd geregisseerd door Koji Hashimoto, met special effects door Teruyoshi Nakano.
Dit was de eerste film van de "VS-reeks" of "Heisei-reeks". De film was bedoeld om de Godzillafilms terug te laten keren naar hun oorspronkelijke grimmige formaat. De film speelt zich af in een andere continuïteit dan de Showa-serie, en negeert de gebeurtenissen uit alle voorgaande films behalve de originele film Godzilla (1954) (waar hij een direct vervolg op is).

## Verhaal
De film begint 30 jaar nadat Godzilla voor het eerst Tokio terroriseerde. Een vissersboot komt vast te zitten in een zware storm. De bemanning is getuige hoe een vulkaanuitbarsting de slapende Godzilla wekt. Enkele dagen later ontdekt journalist Goro Maki tijdens een zeiltochtje het toegetakelde wrak van de vissersboot. Hij gaat aan boord en vindt daar de enige overlevende; Hiroshi Okumura.
De Japanse eerste minister, Mitamura, krijgt spoedig het nieuws te horen dat Godzilla is teruggekeerd. Ondanks het dreigende gevaar besluit hij de informatie geheim te houden om landelijke paniek te voorkomen. Hij beveelt een totale ban op de media. Helaas voor Mitamura vernietigt Godzilla niet veel later een Sovjet-Unie duikboot geladen met nucleaire raketten. Geconfronteerd met een gespannen situatie waarin de Sovjet-Unie de Amerikanen beschuldigd van de vernietiging van hun duikboot moet de Japanse overheid de waarheid onthullen. Ondertussen valt Godzilla een nucleaire kerncentrale aan. Goro en een paar anderen proberen Godzilla weg te lokken van de grote steden via een hoog geluidssignaal.
Desondanks arriveert Godzilla al snel in Tokio en legt de stad opnieuw in puin. Kort hierna arriveert het laatste nog levende bemanningslid van de Sovjetduikboot in Tokio. Hij probeert de noodlancering van een nucleaire raket in de ruimte (die blijkbaar geactiveerd is toen de duikboot werd vernietigd) te stoppen om Godzilla te vernietigen en sterft hierbij zelf.
De SDF lanceert zijn nieuwste wapen, de "Super X" (een massief vliegend fort), om Godzilla te bevechten. Gedurende de confrontatie wordt Godzilla vergiftigd met cadmium afgevuurd vanuit het vliegende fort. Hij valt bewusteloos op de grond en lijkt te sterven. Ondertussen vernietigen de Amerikanen de nucleaire raket van de Sovjet-Unie. De explosie veroorzaakt echter een grote radioactieve bliksem in de atmosfeer, die Godzilla weer bij zijn positieven brengt. Hij vernietigt de Super X en de bemanning. Een groep wetenschappers probeert het loksignaal nog eens, en lokt Godzilla hiermee naar een vulkaan. Vervolgens laat de SDF een paar bommen ontploffen om een kunstmatige eruptie op te wekken. Godzilla wordt begraven onder een grote lading puin, en lijkt eindelijk te zijn verslagen.

## Rolverdeling
| Acteur           | Personage                              |
| ---------------- | -------------------------------------- |
| Ken Tanaka       | Goro Maki                              |
| Yasuko Sawaguchi | Naoko Okumura                          |
| Yosuke Natsuki   | Dr. Hayashida                          |
| Keiju Kobayashi  | Prime Minister Mitamura                |
| Shin Takuma      | Hiroshi Okumura                        |
| Eitarô Ozawa     | Finance Minister Kanzaki               |
| Taketoshi Naitô  | Takegami, Chief Cabinet Secretary      |
| Mizuho Suzuki    | Foreign Minister Emori                 |
| Junkichi Orimoto | Director-General of the Defense Agency |
| Hiroshi Koizumi  | Geologist Minami                       |
| Kei Sato         | Chief Editor Gondo                     |
| Takenori Emoto   | Desk Editor Kitagawa                   |
| Sho Hashimoto    | Captain of Super X                     |

## Achtergrond

### Opbrengsten
The Return of Godzilla was een redelijk succes in Japan. De film bracht ongeveer 11 miljoen dollar op bij een budget van 6,25 miljoen. Qua kaartverkoop was de film de succesvolste Godzilla-film sinds Godzilla vs. the Sea Monster.

### Productiedetails

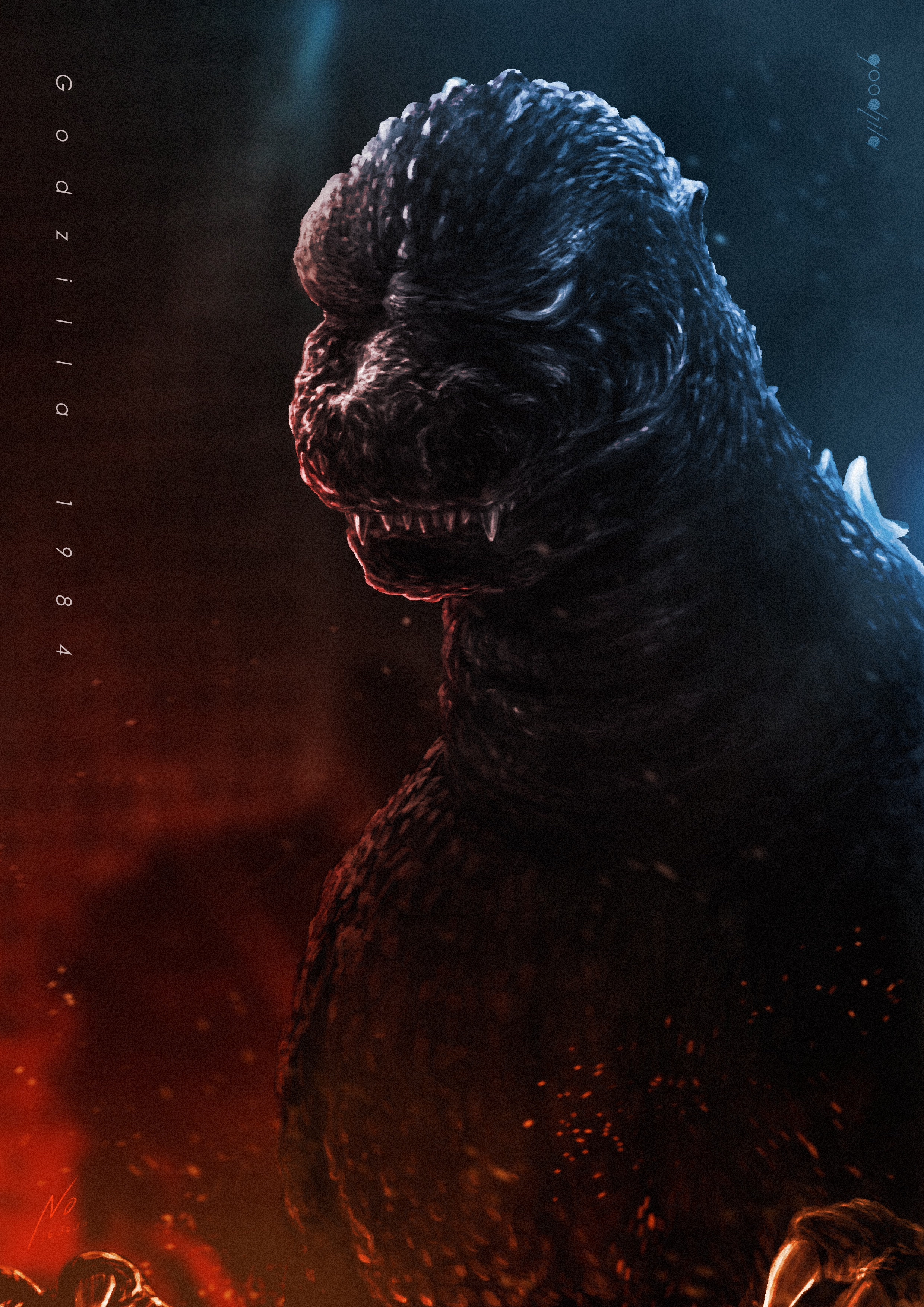
De Godzilla van de film.

- De Godzilla van de film.Dit is de tweede Godzillafilm waarin Godzilla niet vecht met een ander monster. De eerste was Gojira.
- Deze film introduceert een andere Godzilla dan die uit de Showa-serie. Zijn oorsprong werd zeven jaar later onthuld in Godzilla vs. King Ghidorah. Deze Godzilla was blijkbaar een “Godzillasaurus” die door tijdreizigers naar de Beringzee werd gebracht, alwaar hij in de jaren zeventig door een nucleaire explosie veranderde in Godzilla.
- Acteur Akihiko Hirata, die al in meerdere Godzillafilms had meegespeeld, was oorspronkelijk gecast voor de rol van Professor Hayashida. Hij stierf echter aan keelkanker voor de productie van de film begon.
- De screenplay voor de film werd al in 1980 geschreven, maar zag er toen nog heel anders uit. In het originele script zou Godzilla vechten met een monster genaamd Bagan dat van gedaante kon veranderen.
- Stuntman Kenpachiro Satsuma nam op het laatste moment de rol van Godzilla over van een andere stuntman. Het Godzillapak voor de film was niet alleen zwaar, maar ook gevaarlijk daar het van buiten naar binnen was gebouwd. Satsuma verloor een hoop gewicht tijdens de filmopnames.
- Producer Tomoyuki Tanaka bood Ishiro Honda de kans om de film te regisseren, maar hij weigerde omdat volgens hem de Godzillafilms beter met rust gelaten konden worden na wat er in de jaren zeventig was gebeurd.

### Amerikaanse versie
Nadat New World Pictures de rechten op The Return of Godzilla in handen kreeg, veranderden ze de titel naar Godzilla 1985 en pasten de film radicaal aan. Aanvankelijk wilde New World alle dialogen zo aanpassen dat de film een soort komedie zou worden. Dit plan werd geschrapt omdat Raymond Burr het plan afkeurde en vond dat Godzilla als metafoor voor een nucleaire ramp serieus genomen moest worden. New World voegde tien minuten aan nieuw beeldmateriaal toe, dat zich voornamelijk afspeelde in het Pentagon. Raymond Burr speelde in deze extra scènes wederom de journalist Steve Martin, een rol die hij ook als speelde in Godzilla, King of the Monsters!.
De Amerikaanse versie van de film werd niet goed ontvangen door critici. De film bracht slechts $509.502 op in het openingsweekend.

## Prijzen en nominaties
| jaar | prijs                         | categorie                   | genomineerde(n)                       | uitslag     |
| ---- | ----------------------------- | --------------------------- | ------------------------------------- | ----------- |
| 1986 | Award of the Japanese Academy | Nieuwkomer van het jaar     | Yasuko Sawaguchi                      | gewonnen    |
| 1986 | Award of the Japanese Academy | Special Award               | Teruyoshi Nakano                      | gewonnen    |
| 1986 | Golden Raspberry Award        | Slechtste nieuwe ster       | de met de computer getekende Godzilla | genomineerd |
| 1986 | Golden Raspberry Award        | Slechtste mannelijke bijrol | Raymond Burr                          | genomineerd |

Opmerking: De twee Golden Raspberry Award-nominaties waren voor de Amerikaanse versie van de film.